# Койрах
Койрах (ингуш. Кхойрах) — село в Джейрахском районе Республики Ингушетия. Входит в сельское поселение Гули.

## География
Расположено на горном склоне у правого берега реки Гулойхи, в 2,2 км восточнее Абали. Ближайшие населённые пункты: Ляжг, Бийре.

### Часовой пояс
Село Койрах, как и вся Республика Ингушетия, находится в часовой зоне МСК (московское время). Смещение применяемого времени относительно UTC составляет +3:00.